# 戈羅季謝 (奔薩州)
53°16′N 45°42′E / 53.267°N 45.700°E
戈羅季謝（俄语：Городи́ще）是俄羅斯奔薩州東部的一個城市，距奔薩48公里。2002年時人口為8,281人。
戈羅季謝於1681年建立，1780年正式設市。